# Воронезький державний інститут мистецтв
Воронезька державна академія мистецтв (рос. Воронежская государственная академия искусств) — один з провідних центрів мистецтва та культури Центрально-Чорноземного регіону. За час існування Академії в її стінах пройшли підготовку
близько трьох тисяч акторів, музикантів і художників. Серед випускників Академії понад 180 лауреатів та дипломантів Міжнародних та Всеукраїнських виконавських конкурсів, більше 80 чоловік удостоєні почесних звань Росії в галузі мистецтва і культури.

## Історія
Виш був заснований в 1971 році як Воронезький державний інститут мистецтв. Першим ректором інституту став В. М. Шапошников — доцент, кандидат філософських наук. У 1980 році на цій посаді його змінив професор, народний артист Росії В. В. Бугров. У 1998 році навчальний заклад отримав свою сучасну назву Воронезька державна академія мистецтв. З 2003 року Академію очолює
професор, заслужений діяч мистецтв Росії В. М. Семенов.

## Сучасність
Воронезька державна академія мистецтв включає 3 факультети:
- Музичний факультет
- Театральний факультет
- Факультет живопису

В Академії навчається близько 480 студентів з 7 спеціальностей:
- 070101 Інструментальне виконавство: фортепіано; оркестрові струнні інструменти (скрипка, альт, віолончель, контрабас); оркестрові духові та ударні інструменти (флейта, кларнет, гобой, фагот, труба, валторна, тромбон); оркестрові народні інструменти (балалайка, домра, баян, акордеон, гітара);
- 070103 Вокальне мистецтво (академічний спів);
- 070 105 Диригування (диригування академічним хором);
- 070111 Музикознавство;
- 070112 Етномузикологія;
- 070201 Акторське мистецтво;
- 070901 Живопис (станковий живопис).